# Ginta, Bihor
Ginta (în maghiară Gyanta) este un sat în comuna Căpâlna din județul Bihor, Crișana, România.

## Personalități
- Zoltán Boros (n. 1939), redactor șef la TVR

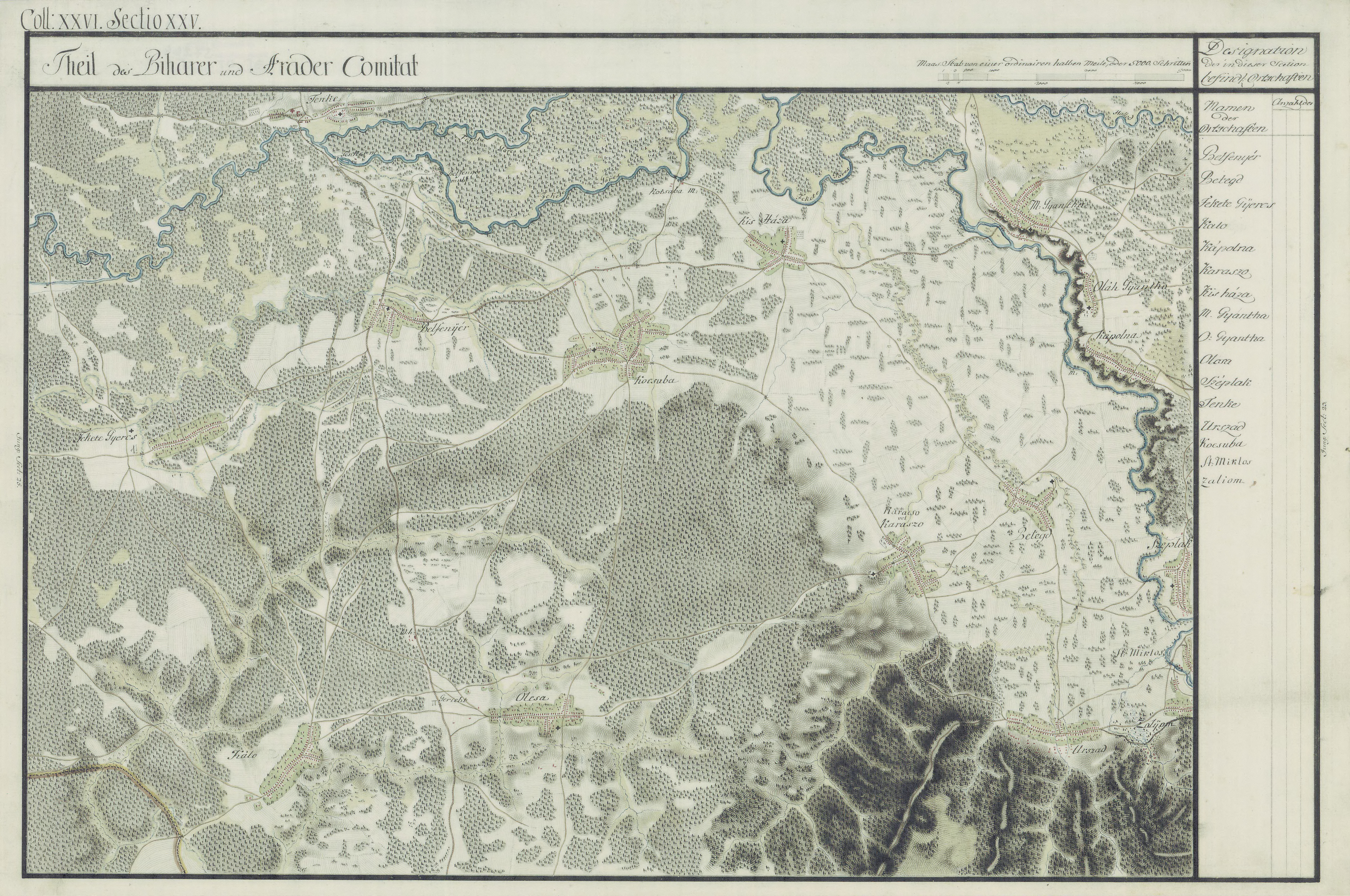
Ginta în Harta Iozefină a Comitatului Bihor, 1782-85

 Acest articol despre o localitate din județul Bihor este deocamdată un ciot. Puteți ajuta Wikipedia prin completarea lui.